# Togakushi-jinja
Le Togakushi-jinja (戸隠神社) est un sanctuaire shinto situé à Togakushi, préfecture de Nagano au Japon. Le sanctuaire se trouve au sein du parc national de Joshin'etsukogen. Il existe en fait cinq sanctuaires, connus comme les zones de sanctuaire inférieure, du milieu et supérieure (Togakushi houkosha, Hino-miko-sha, Togakushi chū-sha, Togakushi oku-sha et Kuzuryu-sha respectivement), chacune étant éloignée des autres d'environ deux kilomètres.